# William John Sullivan
William John Sullivan mais conhecido como John Sullivan) (6 de dezembro de 1976) é um ativista do Software Livre , hacker, e escritor. 
Desde 2011 é diretor executivo da Free Software Foundation, onde trabalha desde 2003. 
Também exerce a função de chief-webmaster do Projeto GNU, desde julho de 2006.